# Voie verte de Ronce-les-Bains à Saint-Palais-sur-Mer
La voie verte de Ronce-les-Bains à Saint-Palais-sur-Mer est un aménagement cyclable d’une longueur de 29 kilomètres situé en Charente-Maritime, en région Nouvelle-Aquitaine, dans le Sud-Ouest de la France. Aménagé en site propre et en voie verte entre Ronce-les-Bains, une station balnéaire dépendant de la ville de La Tremblade, et Saint-Palais-sur-Mer, banlieue résidentielle de Royan, il s’agit d’un tronçon de la véloroute européenne EuroVelo 1, ou « Vélodyssée », qui va de la Norvège au Portugal.

## Parcours
Cette piste cyclable part du centre-ville de Ronce-les-Bains (elle se situe dans le prolongement d’une piste cyclable venant du centre-ville de La Tremblade et d’une autre qui, via le pont de la Seudre, vient de Marennes et de l’île d'Oléron) et suit un itinéraire parallèle à la route départementale 25, en voie propre. Elle traverse la partie occidentale de la presqu'île d'Arvert et traverse une vaste pinède de près de 8000 hectares, la forêt domaniale de la Coubre, principal poumon vert du Royannais, bordant également les plages de la Côte Sauvage. Des supports pour attacher les vélos sont présents près des principaux accès aux plages (la plupart ne sont pas surveillées et plus propices à la pratique du surf ou au farniente qu’à la baignade). La piste se poursuit vers le phare de la Coubre, près de la pointe de la Coubre, puis bifurque vers le Sud-Est en direction de la baie de Bonne Anse. De nombreux blockhaus, vestiges de la Seconde Guerre mondiale et du mur de l’Atlantique, sont toujours en place dans la forêt et servent de support à des graffeurs de la région. 
L’itinéraire se poursuit vers la station balnéaire de La Palmyre, qui dépend de la commune des Mathes. Peu avant d’entrer en agglomération, une piste secondaire indique la direction du centre-ville des Mathes par la forêt. L’itinéraire principal passe néanmoins par La Palmyre, évite le cœur de la station et rejoint le port de plaisance et une petite terrasse panoramique aménagée au sommet d’une dune, le « point sublime », où une table d’orientation a été aménagée. La vue embrasse l’embouchure de l’estuaire de la Gironde et l’océan Atlantique, le phare de Cordouan, et porte jusqu’aux côtes du Médoc, à la pointe de Grave, aux dunes de Soulac et de Montalivet et en direction de Royan, jusqu’aux falaises des pointes de Vallières et de Suzac, à Saint-Georges-de-Didonne. La piste rejoint ensuite la promenade des deux phares, le front de mer de La Palmyre, où elle est partagée avec les piétons (une simple ligne blanche sépare les deux parties). 
Elle se poursuit jusqu’au golf de La Palmyre, au Club Med et s’approche du Zoo de La Palmyre, un des plus importants parcs zoologiques privés d’Europe. De là, elle s’enfonce entre dunes et pins, et montées et descentes se succèdent jusqu’à la Grande-Côte, à l’entrée de Saint-Palais-sur-Mer. La corniche de la Grande-Côte forme une sorte de balcon naturel, et est ponctuée de restaurants et de boutiques de souvenirs. La plage, moins exposée qu’à la Côte Sauvage, est soumise à une houle qui reste parfois importante. Un poste de secours est ouvert pendant les mois d’été. La voie verte s’achève à la sortie de la Grande-Côte, mais un nouvel itinéraire cyclable, lui aussi une portion de la Vélodyssée, se poursuit à partir de là en zone urbaine jusqu’à Vaux-sur-Mer et Royan.

## Équipements

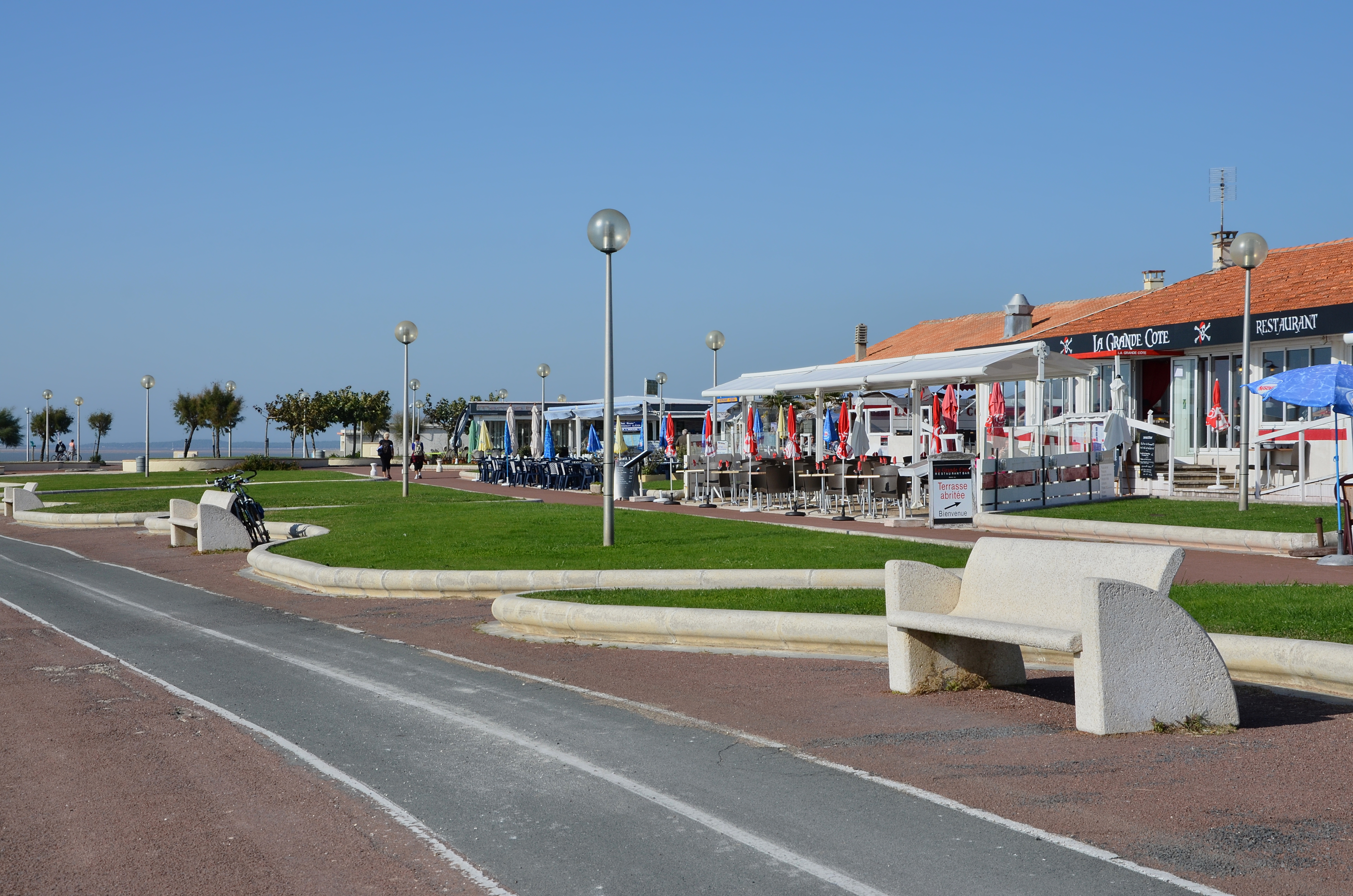
Le débouché de la voie verte à la Grande-Côte, à l'entrée de Saint-Palais-sur-Mer.

La piste occupe le site de l’ancienne voie ferrée du tramway de Royan, mis en service à la fin du XIXe siècle et abandonné après les bombardements de la Seconde Guerre mondiale, qui ont anéanti la ville de Royan et causé de sérieux dégâts en forêt de la Coubre, où les derniers Allemands s’étaient retranchés dans un réduit défensif, dernière ligne de la poche de Royan. Elle est entièrement en enrobé et en site propre (excepté sur une petite portion pendant la traversée de La Palmyre). L’enrobé lisse est globalement de bonne qualité et est régulièrement refait, du fait de la pression exercée par les racines des pins dans la forêt de la Coubre, qui provoque parfois quelques crevasses. Le revêtement est parfois recouvert de sable, d'aiguilles et de pommes de pin, ce qui peut le rendre un peu glissant par temps humide.